# بيتر جاي هاموند
بيتر جاي هاموند (بالإنجليزية: Peter J. Hammond)‏ هو اقتصادي بريطاني، ولد في 9 مايو 1945 في Marple, Greater Manchester ‏ في المملكة المتحدة.